# Adolfo Riquelme
Adolfo Riquelme   (San Antonio, 10 de setembre de 1928 - Asunción, 19 de juny de 2022) fou un futbolista paraguaià de la dècada de 1950.
Fou internacional amb la selecció del Paraguai amb la qual participà en el Campionat sud-americà de 1953.
Pel que fa a clubs, defensà els colors de Atlètic de Madrid, Alianza Lima, América de Cali i Atlético Bucaramanga.
El seu fill Roberto Riquelme Passow també fou futbolista.